# Руссель, Жак
Жак Руссе́ль (фр. Jacques Roussel; умер в 1636 году) — шведский дипломат французского происхождения, тайный агент и посредник между монархами Швеции, России и Турции во время «Тридцатилетней войны».

## Биография
Родился около 1596 года в Шалоне в буржуазной семье. Обучался в школе вместе с детьми круга Кшиштофа Радзвилла, лидера литовских протестантов. Ярый кальвинист, сотрудник главы французских гугенотов герцога Рогана.
Во время Тридцатилетней войны активно участвовал в разных попытках организовать смену власти в Речи Посполитой в пользу протестантской лиги. Весной 1629 года Руссель прибыл в Стамбул вместе с французским послом Шарлем де Талейраном, направленным сюда для продолжения своей миссии трансильванским князем Бетленом Габором. Здесь он сумел найти общий язык с Кириллом Лукарисом, который рекомендовал Русселя патриарху Филарету. 12 июля 1629 года Руссель отбыл из Стамбула в Москву. Кардинал Ришельё уже направил в Россию Деэ де Курменена, но опасался что посол католической Франции встретит недоверие русского правительства. Поэтому Ришельё продублировал миссию посольством от протестанта Бетлена Габора. Предполагалось организовать совместное русско-турецкое выступление против Польши, однако оно сорвалось из-за смерти Бетлена Габора, кандидата на польский трон.
Талейран считал необходимым ждать инструкций от Ришельё. Руссель же стал действовать на свой страх и риск — «куй железо, пока оно горячо». По обвинению в шпионаже в пользу Польши Талейран был подвергнут заключению, из которого выпущен лишь после вступления Франции в Тридцатилетнюю войну в 1635 году. Руссель предложил Филарету выдвинуть в качестве кандидата на польский трон шведского короля Густава II Адольфа, за что новый польский король вернёт России земли, потерянные по Деулинскому перемирию. Этот вариант устраивал Москву меньше, чем Бетлен Габор, но лучшей альтернативы не было. Уже в июле 1630 года Руссель выехал в Швецию.
Так Руссель начал лоббировать интересы Густава Адольфа в 1630—1632 годах в польских протестантских кругах в качестве кандидатуры на польский трон после смерти Сигизмунда III — что характерно, самого шведского короля интересовала не столько польская корона, сколько перспектива устроить в Польше внутренний кризис во время войны. Убедив русский двор в лице патриарха Филарета, что события будут развиваться благоприятно, Руссель принялся убеждать в том же Густава Адольфа. Это удалось ему при их встрече осенью 1630 года. Русселя наделили широкими полномочиями: он стал неформальным послом Густава Адольфа и поселился в Шведской Ливонии.
Инструкция Русселю от 15 ноября 1630 года предписывала выступать против плана католиков избрать преемника при жизни монарха, призывать выступить в поддержку Густава Адольфа как защитника дворянских вольностей и побуждать шляхту против Сигизмунда. О происходящем на Сейме Руссель сообщал в Москву. По его донесениям, власть Сигизмунда слаба. По-видимому, давно находившийся в контакте с группой протестантских радикалов, Руссель испытывал их сильное влияние.
Русское же духовенство в лице Филарета не имело своих постоянных представителей на Сейме, не имело связей в элите и духовенстве и не могло сопоставить донесения Русселя с иной информацией. Руссель же писал, что нужно совсем немного, чтобы поднять шляхту: для этого хватит агитации. Кроме того, он возлагал большие надежды на запорожских казаков.
В июне 1631 года послал к ним через Москву двух эмиссаров, но они были выданы гетманом Кулагой польскому правительству, которое с дипломатическим протестом отослало их в Швецию. Канцлеру Оксеншерне пришлось извиняться и дезавуировать Русселя, утверждая, что тот превысил свои полномочия. Руссель в ответ опубликовал данные ему дипломатические инструкции, но Оксеншерна утверждал, что он опустил ограничивающие полномочия оговорки. Так начался конфликт между Русселем и Оксеншерной.
В январе 1632 года Руссель начал рассылать большое количество прокламаций. Они включали в себя призывы к расправе со сторонниками Габсбургов и католическими прелатами, которые хотят лишить поляков права выбирать короля. Чтобы отстоять это право, шляхта должна вступить в союз с Густавом Адольфом и избрать его на польский трон. Руссель действительно полагал, что эти прокламации приведут к мятежу. Выходило иначе: люди, получавшие эти прокламации, отправляли их в Варшаву. 5 апреля на площади в центре города было сожжено более 1000 прокламаций. Более того, Руссель отправил своего посланника с прокламацией в Сейм. В ответ сенаторы заявили, что за такие действия Густава Адольфа необходимо вообще исключить из числа кандидатов. Густав Адольф был вынужден отстранить Русселя от его должности.
В мае 1632 года Руссель приехал в Москву. Он по-прежнему был склонен переоценивать силу протестантской оппозиции. С его слов, Сейм был возмущён Сигизмундом III и устроить переворот почти ничего не стоит. Нужно, чтобы и русский царь, и шведский король, начав войну, заявили о своей милости и православным, и протестантам. Польско-литовское государство находится в состоянии кризиса. В апреле 1632 года Сигизмунд III умер. Однако ещё до приезда шведских послов в Варшаву выяснилась враждебность польского дворянства к кандидатуре Густава Адольфа и нежелание видных политиков её поддерживать. Уже 1 августа Кшиштоф Радзивилл заявил, что избрание Густава Адольфа невозможно. Когда в конце октября Сейм собрался, шведские послы даже не решились выставить кандидатуру Густава Адольфа.
20 июня 1632 года Руссель выехал из Москвы с официальной грамотой от царя к Густаву Адольфу. Сторонник Оксеншерны губернатор Ливонии Шютте, полагая, что он направляется в Швецию, не стал его задерживать. Но покинув Ригу 1 июля, Руссель направился не в Стокгольм, где его ждал арест, а в Любек, откуда продолжил свою деятельность, сносясь с Москвой и с находившимся в Германии Густавом Адольфом.
Дело было в том, что Густав Адольф через Русселя договаривался с Москвой о совместной войне против Польши сразу же после завершения войны в Германии, а Оксеншерна хотел продолжения войны в Германии, нейтрализовав Польшу войной с Россией.
В августе 1632 года началась Смоленская война. Однако надвигающаяся война с Россией оказала на развитие событий совсем не то воздействие, на которое рассчитывали в Москве — произошла консолидация польской элиты, стремящейся как можно скорее положить конец «Бескоролевью». Поддержка со стороны казаков оказалась также недостаточной.
Гибель Густава Адольфа 16 ноября 1632 года в битве под Лютценом сделала Оксеншерну главой Швеции и протестантской Хайльброннской лиги. Руссель после смерти короля сразу же уехал в Нидерланды.
В 1633 году он вновь был в Москве послом Генеральных штатов Нидерландов. Умер в 1636 году в Стамбуле.